# Obléhání hory Hiei
Obléhání hory Hiei byla bitva v Japonsku v období Sengoku, kterou mezi sebou svedli vojsko vedené Nobunagou Odou a sóheiové neboli válčící mnichové z chrámů na hoře Hiei poblíž Kjóta 30. září 1571. Traduje se, že vojáci Nobunagy Ody v bitvě povraždili všechny mnichy, učence, kněze a děti, kteří žili na hoře. Nedávné vykopávky však ukazují, že mnohá zařízení na hoře mohla být zrušena a opuštěna již dříve, takže skutečná zkáza byla menší než udávají některé historické prameny.

## Pozadí
Bezprostřední příčinou konfliktu bylo Odovo vynucování vojenských rezerv z oblasti hory Hiei. Císařský dvůr žádal v roce 1569 o finance na obnovu chrámového území, neboť představený z hory pracoval u dvora. Nobunaga Oda však tyto prostředky odmítl poskytnout. Oda porazil 30. července 1570 v bitvě u Anegawy spojené síly klanů Azai a Asakura, ale v bitvách o hrady Noda a Fukušima 26. srpna 1570 zvítězila spojenecká vojska vedená Nagamasou Azaiem a Jošikagem Asakurou. Při takzvaném útoku na Šigu v září 1570 zaujímaly spojené síly klanů Azai a Asakura postavení na hoře Hiei a byly obklíčeny Odovým vojskem. Císaři Ógimačimu se však podařilo obě znesvářené strany usmířit.
Kromě působení azaisko-asakurského vojska vedl Jošikata Rokkaku záškodnickou válku v jižní části provincie Ómi a klan Mijoši se ovládnutím provincií Seccu a Kawači pokoušel opětovně získat vládu nad Kjótem. Navíc představený kláštera Hongandži Kósa, který vedl rebely Ikkó-ikki spojené s buddhismem Čisté země, vydával příkazy mnichům z provincií Seccu, Kawači, Ómi, Ise a Owari, kteří pobývali v oblastech podléhajících Nobunagovi Odovi. Hned na začátku ledna 1571 nařídil Nobunaga Oda vlastníkovi Jokohamského hradu Kinošitovi Hidejošimu, aby zablokoval námořní a pozemní cesty vedoucí z Ósaky do provincie Ečizen. Měl tak být přerušen kontakt mezi hlavní pevností rebelů Ikkó-ikki Išijamou Hongandži, jež stála v místech dnešního Ósackého hradu, azaisko-asakurským spojenectvím a Jošikatou Rokkakuem. Nobunaga Oda nařídil svým mužům, aby všechny podezřelé vyslechli a zabili.
V únoru se vzdala posádka hradu Sawajama, který byl dlouho v izolaci. Nobunaga Oda jmenoval jeho velitelem Nagahideho Niwu a zabezpečil volnou cestu z hradu Gifu ve stejnojmenné prefektuře na pláň u jezera Biwa. V květnu se azaiská armáda spojila s rebely Ikkó-ikki. Společně přebrodili řeku Ane a zaútočili na Odova vazala Horiho Hidemuru. Tomu přišel na pomoc Kinošita Hidejoši (Hidejoši Tojotomi) a spojené síly klanu Azai a Ikkó-ikki porazil. V tomtéž měsíci vypálil Nobunaga Oda vesnice, které se zúčastnily bojů při obléhání pevností Nagašima v provincii Owari. Poté 18. srpna zaútočil na hrad Odani, sídlo hlavy klanu Azai Nagamasy Azaie. Následně 1. září nařídil Kacuiemu Šibatovi a Nobumorimu Sakumovi, aby oblehli hrady Šimura a Kogawa, které byly základnami hlavy klanu Rokkaku, Jošikaty Rokkakua, a Ikkó-ikki z provincie Ómi. Hrad Šimura bránilo 670 mužů, kteří byli zřejmě pobiti do jednoho. Když to viděla posádka z Kogawy, raději se vzdala. Také hrad Kanegamori byl obléhán, ale padl bez velkých bojů.
Představeným na hoře Hiei byl v té době mladší bratr císaře Ógimačiho. Hora Hiei stála při křižovatce cest vedoucích do Kjóta a byla na ní vybudována celá řada svatyní, což z ní činilo strategicky významnou základnu, jež mohla pojmout desítky tisíc vojáků. V předchozí bitvě v prostoru hory Hiei odmítli mniši z hory mír, který sliboval navrácení chrámového území, které si Nobunaga Oda přivlastnil, a navíc podporovali azaisko-asakurské spojenectví. Nobunaga Oda prý proto zvažoval, že tuto vojenskou základnu zcela zničí. Jelikož jeho armádu obklopovala vojska nepřátel, považoval zneškodnění posádky na hoře Hiei za důležitý krok k prolomení frontové linie.
Vedení chrámu Enrjakudži naléhavě žádalo o odvolání útoku. Svoji žádost podpořilo třemi sty zlatých mincí, k nimž přibylo ještě dalších dvě stě z nedalekého města Katata, ale Nobunaga Oda to odmítl. Mniši a vojáci, kteří žili v okolí vesnice Sakamoto, se shromáždili v hlavní budově chrámu, Nemoto Nakado, na vrcholu hory. Také obyvatelé Sakamota uprchli i se svými ženami a dětmi na horu.

## Obléhání

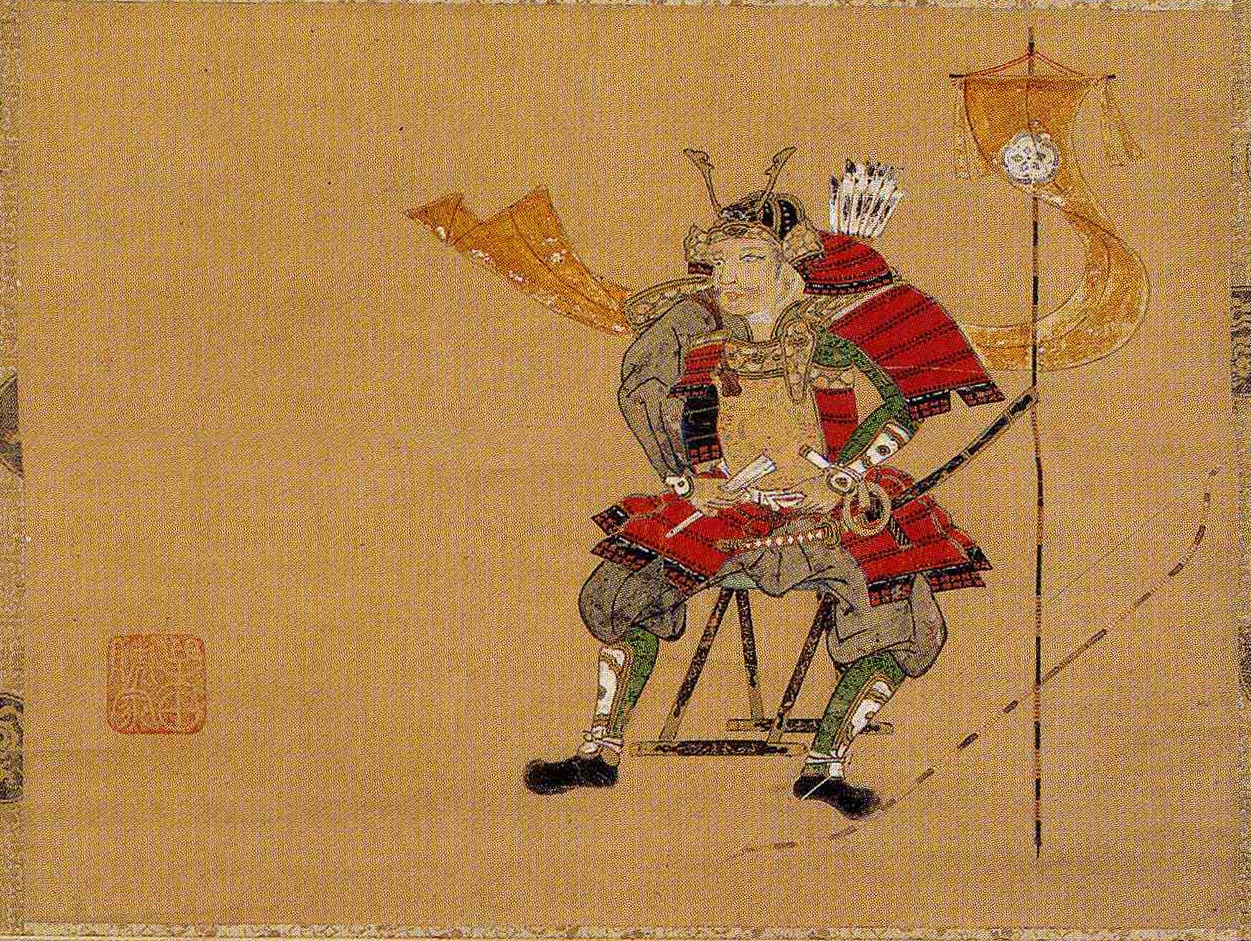
Nobunaga Oda

Dne 30. září 1571 dal Nobunaga Oda celé své armádě, jíž veleli Nobumori Sakuma, Cuneoki Ikeda a Micuhide Akeči, povel ke generálnímu útoku. Vojáci nejprve vypálili Sakamoto a Katatu. V Nobunagově kronice (Nobunaga kóki, 信長公記) sepsané po Odově smrti Gjúičim Ótou podle zápisníku a poznámek Nobunagy Ody je tehdejší situace popisována následovně: „30. září byla vypálena hora Hiei včetně Nemoto Nakada, Sannóovy svatyně a dalších. Nebyl ušetřen žádný Buddha, svatyně, mnich či sútra, vše bylo spáleno na popel. Vojáci útočili s bojovým pokřikem ze všech stran hory a přitom pobíjeli mnichy, učence, laiky a děti jednoho po druhém.“ Podle kroniky se mniši, vojáci a obyvatelé okolí Sakamota uchýlili na horu Hačiodži ve vnitřní části svatyně Hijoši Taiša, ta však byla rovněž vypálena.
V názoru na přesný počet úmrtí se soudobé zdroje rozcházejí. Podle Nobunagovy kroniky zemřely prý tisíce lidí. Portugalský misionář Luís Fróis ve svém dopisu odhadl počet obětí asi na 1500 a v Deníku o horkém prameni dvorského šlechtice Tokicugua Jamašiny se udává přibližně 3000 až 4000 zabitých. Mnich Kjómon-bó z kláštera Hongandži uvádí asi jen tisícovku mrtvých a matrika úmrtí z kjótského kláštera Tódži hovoří jen o stovkách.

## Následky

Micuhide Akeči

Nobunaga Oda nechal poválečné řešení na svém generálovi Micuhidem Akečim a opustil horu Hiei. Později, v bitvě u Mijake a Kanamori, zapálil chrám v Omi. Chrámy na hoře Hiei, Enrjakudži a Miidera, stejně jako svatyně Hijoši Taiša na hoře Hačiodži přestaly existovat a jejich území bylo zabaveno a rozděleno mezi Micuhideho Akečiho, Nobumoriho Sakumu, Šigemasu Nakagawu, Kacuieho Šibatu a Nagahideho Niwu. Těchto pět vojenských velitelů vyslalo do oblasti svoje oddíly, aby tam chránily jejich zájmy. Moci na svých územích se chopili zejména Micuhide Akeči, který v Sakamotu zbudoval hrad, a Nobumori Sakuma.
Ti, jimž se podařilo z Enrjakudži uprchnout, požádali daimjóa a vojevůdce Šingena Takedu o azyl. Takeda se je pokusil ochránit a znovu vybudovat chrám, ale v roce 1573 onemocněl a zemřel. Podle záznamu svatyně Hijoši Taiša z června 1579 vydal císař Ógimači rozhodnutí o obnově 108 svatyní, ale Nobunaga Oda byl proti a hnutí za obnovu zastavil.
V roce 1582 donutil Micuhide Akeči během takzvaného incidentu v Honnódži Nobunagu Odu, aby spáchal rituální sebevraždu seppuku. Sám pak byl po prohrané bitvě u Jamazaki zřejmě zabit během útěku vůdcem banditů Nakamurou u vesnice Ogurusu. Mniši, jimž se podařilo přežít, se poté začali jeden po druhém vracet na horu Hiei.
Obléhání hory Hiei přežila pouze jediná stavba. Šlo o menší budovu Ruri-dó (るり堂) neboli Lapisovou síň, která stojí na konci dlouhé, neznačené cesty vedoucí od souboru Sai-tó. Stavba pocházející z 13. století byla ve 20. století dvakrát opravována. Rekonstrukce chrámu Enrjakudži započala nedlouho po smrti nástupce Nobunagy Ody Hidejošiho Tojotomiho, chrám však již nikdy nedosáhl své původní velikosti.

## Archeologický průzkum chrámu Enrjakudži
V druhé polovině 20. století byl na hoře Hiei prováděn archeologický průzkum v souvislosti s vypálením chrámu Enrjakudži. Podle archeologa Jasuakiho Kanejasua jsou jedinými budovami, které lze jasně označit jako spálené při útoku armády Nobunagy Ody, hlavní budova chrámu Nemoto Nakado a Velká přednášková síň. Jasuaki Kanejasu poukazuje na to, že většina ostatních budov byla zrušena a opuštěna již před požárem. Pravda ovšem je, že se průzkum omezil jen na Východní a Západní pagodu a Jokogawu. Jelikož se dochovalo jen nemnoho památek ze 16. století, je jisté, že mnoho mnichů odešlo do oblasti kolem Sakamota na úbočí hory, jak je popsáno v deníku kláštera Enrjakudži. Proto jsou údaje o 500 vypálených chrámech a svatyních a asi 3000 až 4000 zabitých, jak píše Tokicugu Jamašina ve svém Deníku o horkém prameni, zřejmě značně přehnané.